# Felipe Hernández Cava
Felipe Hernández Cava (Madrid, 1953) es un guionista de historietas y de cine, director editorial español y director de cine español. 
Formó parte del colectivo El Cubri. Durante el boom del cómic adulto, fue uno de los artífices de la renovación del cómic español, junto a autores de su misma generación como Josep María Beá (1942), Luis García (1946), Carlos Giménez (1941), Fernando Fernández (1940), Enric Sió (1942) o Adolfo Usero (1941). También ha trabajado como guionista de televisión, crítico de arte y comisario de exposiciones.

## Biografía

### Inicios
En 1970, Felipe Hernández Cava comenzó a trabajar para el periódico Pueblo y contactó con la revista Bang!. Empezó también a estudiar Historia del Arte en la Universidad Autónoma de Madrid. 
Tras hacerse cargo por un breve período de los guiones de la serie Rosa la Revoltosa, dibujada por José García Pizarro, creó con Saturio Alonso el equipo El Cubri en 1972, al que pronto se uniría Pedro Arjona, dedicándose sobre todo a la historieta de tema político.
Al margen de su trabajo en el seno de El Cubri, desarrolló otras historietas políticas con Marika (Los atentados contra Franco y Una recuperación de la historia del maquis). En 1981, creó con Adolfo Usero y Luis García, las historietas El Domingo Rojo y Argelia, respectivamente. Como explica Jesús Cuadrado, al principio

los guiones horadantes de Cava eran rechazados por los que defendían un tebeo descomprometido; cuando el ciclo político cambió, se pudo comprobar que los guiones de Cava eran, por encima de todo (y de muchos todos), eso: guiones. Para colmo, el tipo siguió escribiendo en los nuevos tiempos; o sea, que se descubrió que Cava no era un futuro concejal, sino un guionista.

### Director editorial: deMadrizaMedios Revueltos
Entre 1984 y 1987, estuvo al frente del tebeo subvencionado Madriz como director artístico, lo que le permitió seleccionar a los artistas que participarían en el mismo. No habría tenido en cuenta su militancia política, sino que «les llamó, tan sólo, porque él creía que eran los mejores».
También dirigió, junto a Manuel Ortuño, otra revista de historietas desde abril de 1988: Medios Revueltos

### Madurez
Entre 1989 y 1998 produjo una trilogía dedicada a Lope de Aguirre con Enrique Breccia, Federico del Barrio, y Ricard Castells. También con Federico del Barrio ha producido Las memorias de Amorós (1993) y El artefacto perverso (1994-96). Otros autores con los que ha colaborado son Raúl Fernández Calleja (Vendrán por Swinemünde, 1988 y Ventanas a Occidente, 1994); Enrique Flores (Bebop, 2000); Laura Pérez Vernetti (Macandé, 2000), Pep Brocal (V-Girl, 2001) o Keko (Bob Deler, 2008).
En 2009 recibe el Premio Nacional del Cómic junto con Bartolomé Seguí por Las serpientes ciegas ("BD Banda", 2008), una obra que critica los excesos cometidos en nombre de las ideologías. Puede afirmar entonces, echando la vista atrás:

Antes creía que la verdad siempre era revolucionaria, pero ahora veo que la verdad tiene muchas zonas de sombra y a mí me gusta moverme en estas zonas de penumbra por las que muy poca gente se atreve a transitar".

Tras el revuelo mediático, siguió publicando con sus dibujantes favoritos: Sanyú (El hombre descuadernado, 2009), Laura Pérez Venetti (Sarà Servito, Edicions de Ponent, 2010), y Bartolomé Seguí (Hágase el Caos, 2011).
Con ilustraciones de Miguel Navia, Hernández Cava ha recreado uno de sus temas favoritos, la guerra civil española, en el libro Estampas 1936 (Editorial Norma, 2020). Esta serie, también con las ilustraciones, apareció previamente en las páginas de distintas publicaciones periódicas.
Reunió en el libro Disque Bleu (Norma, 2021) cinco relatos escritos en diferentes momentos («Lover man» en 2017, «Madrid resuena» en 2019, «Chucho suave» en 2020, «Disque Bleu» entre 2020 y 2021, y «Tovarich filósofo» en 2021), que completó con un epílogo explicativo de cada uno de ellos. En la obra Hernández Cava repasa distintos episodios del siglo XX y reflexiona sobre el poder del mal, la violencia, el fanatismo, el racismo o la intransigencia. Evoca personajes que admira y le obsesionan, como el escritor y filósofo francés Albert Camus o el filósofo Bertrand Russell. La obra está ilustrada por Miguel Navia.

## Cine
Hernández Cava también se ha dedicado a la escritura de guiones de cine para documentales y ha dirigido o codirigido varios, como  Nacional I, historia de la primera víctima de ETA (codirigido con Rafael Alcázar, 2018), sobre el asesinato del guardia civil José Antonio Pardines, primera víctima de ETA.
El documental Las buenas sombras (escrito y dirigido por Hernández Cava, 2022) se centra en la figura de los escoltas heridos o asesinados por la banda terrorista ETA.

## Obra
Fílmica
| Estreno | Título                     | Director       | Tipo       |
| ------- | -------------------------- | -------------- | ---------- |
| 2006    | Las locuras de Don Quijote | Rafael Alcázar | Documental |

Historietística
| Años      | Título                | Dibujante                                    | Tipo   | Publicación         |
| --------- | --------------------- | -------------------------------------------- | ------ | ------------------- |
| 1979      | Peter Parovic         |                                              |        |                     |
| 1989-1998 | Lope de Aguirre       | Enrique Breccia, Del Barrio, Ricard Castells | Serial | Ikusager, De Ponent |
| 1994      | El artefacto perverso | Federico del Barrio                          | Serie  |                     |
| 1998      | En Canal              | Jorge Arranz                                 | Serie  | ¡A las Barricadas!  |
| 1999-2000 | ¡Dios, qué tropa!     | Jorge Arranz                                 | Serie  | Angelitos Negros    |
| 2008      | Las serpientes ciegas | Bartolomé Seguí                              |        | BD banda, Dargaud   |